# Cristoforo Moia
Cristoforo Moia (Alessandria, 18 aprile 1811 – Alessandria, 6 settembre 1858) è stato un politico italiano.

## Biografia
Aderente alla Giovine Italia, nel 1833 venne arrestato accusato di cospirazione e condannato al carcere a vita presso il Forte di Fenestrelle. Nel 1842 la pena fu commutata, e gli vennero decretati 11 anni di esilio. Trasferitosi a Parigi, riprese i contatti con il mondo cospirativo, soprattutto con Giuseppe Cornero. Nel 1848 godette dell'amnistia promulgata da Carlo Alberto di Savoia.
Venne in seguito eletto Deputato del Regno di Sardegna per cinque legislature, sempre per il collegio di Cicagna.